# 鄭貴蓮
鄭貴蓮（1961年12月25日—），台灣政治人物，民主進步黨籍，曾任職第5屆立法委員，夫婿為前高雄縣長余政憲。

## 經歷
- 第三屆國民大會代表
- 民主進步黨第八屆中央評議委員
- 正修技術學院兼任講師
- 正義高中特別顧問

## 「紅包蓮」事件
在1997年高雄縣長選戰中，候選人余政憲的妻子鄭貴蓮被對手黃鴻都助選員林阿清以演講方式散佈不實言論，指稱「紅包蓮」即為「鄭貴蓮」，觸犯誹謗罪等，經提出告訴，2003年高等法院高雄分院判決黃鴻都有期徒刑六月，褫奪公權兩年，復經最高法院判決駁回黃鴻都上訴，證明黃鴻都等人指摘純屬子虛烏有。在2008年立委選舉中，立法委員候選人林益世舊事重提，鄭貴蓮再次提出告訴，捍衛自己的清白，全案正交由司法審判。判決結果林益世敗訴，民事賠償毀損名譽。

## 外部連結
- 立法院鄭貴蓮資料 （页面存档备份，存于）